# Jean-Rodolphe Marcuard
Jean-Rodolphe Marcuard, né le 25 décembre 1721 à Payerne et mort le 13 mars 1795 à Berne, est un banquier suisse. Il a notamment fondé la Banque Marcuard & Cie, qui deviendra rapidement l'une des banques les plus importantes du XVIIIe sièclejusqu'à son acquisition par le Crédit Suisse, en 1919.
La banque Marcuard & Cie, active dans toutes les métropoles principales d'Europe, sera notamment mandatée à Vienne par Marie-Thérèse D'Autriche,.

## Biographie
Marcuard commence sa carrière dans le négoce puis fonde en 1746 la banque portant son nom, l'une des plus importantes sociétés suisses d'Europe. Établi à Berne, Marcuard achète le 21 avril 1770 la bourgeoisie d'Yverdon.
Anobli en 1772 par l'empereur du Saint-Empire Joseph II, il obtient l'autorisation de s'appeler Elder von Marcuard.
Devenue Marcuard, André and Co, la banque se spécialise dans les transports des marchandises de l'est de l'Inde. En 1872, la banque fonde la compagnie générale des allumettes chimiques, en collaboration avec d'autres membres de ce qui fut populairement considéré "syndicat des hautes banques".
Elle est acquise en 1919 par le Crédit Suisse.
Jules Verne le mentionne dans son roman Les Aventures du capitaine Hatteras (partie 1, chapitre II) mais écrit « Marcuart » en 1, XII. Il le cite aussi dans P'tit-Bonhomme (partie 1, chapitre VIII).
Marcuard est également une précieuse connaissance de Jean-Jacques Rousseau.